# Rio Cuşma (Budac)
O Rio Cuşma (Budac) é um rio da Romênia, afluente do Rio Buduşelu, localizado no distrito de Bistriţa-Năsăud.